# Zahirea Kukilnîțke, Halîci
Zahirea Kukilnîțke (în ucraineană Загір`я Кукільницьке) este un sat în comuna Kukilnîkî din raionul Halîci, regiunea Ivano-Frankivsk, Ucraina.

## Demografie
Componența lingvistică a localității Zahirea Kukilnîțke
     Ucraineană (99,8%)
     Alte limbi (0,2%)
Conform recensământului din 2001, majoritatea populației localității Zahirea Kukilnîțke era vorbitoare de ucraineană (99,8%), existând în minoritate și vorbitori de alte limbi.